# Воробьёв, Сократ Максимович
Сокра́т Макси́мович Воробьёв (12 [24] февраля 1817, Санкт-Петербург — 10 [22] сентября 1888, имение Турмонт, Новоалександровский уезд, Ковенская губерния) — русский живописец-пейзажист и график, последователь «романтического академизма», важная фигура среди петербургских художников рубежа николаевской и пореформенной эпох, педагог; старший сын и ученик Максима Воробьёва. Академик (с 1846) и профессор (с 1858) Императорской Академии художеств.

## Биография

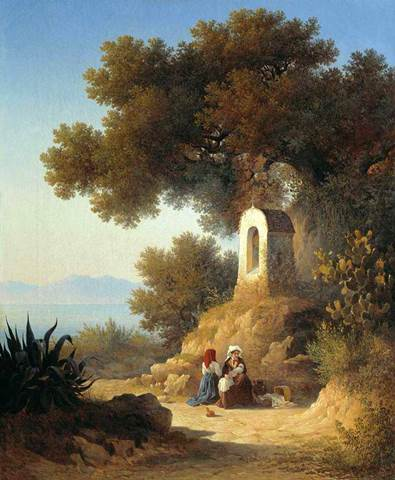
Итальянская сцена. Отдых у часовни.

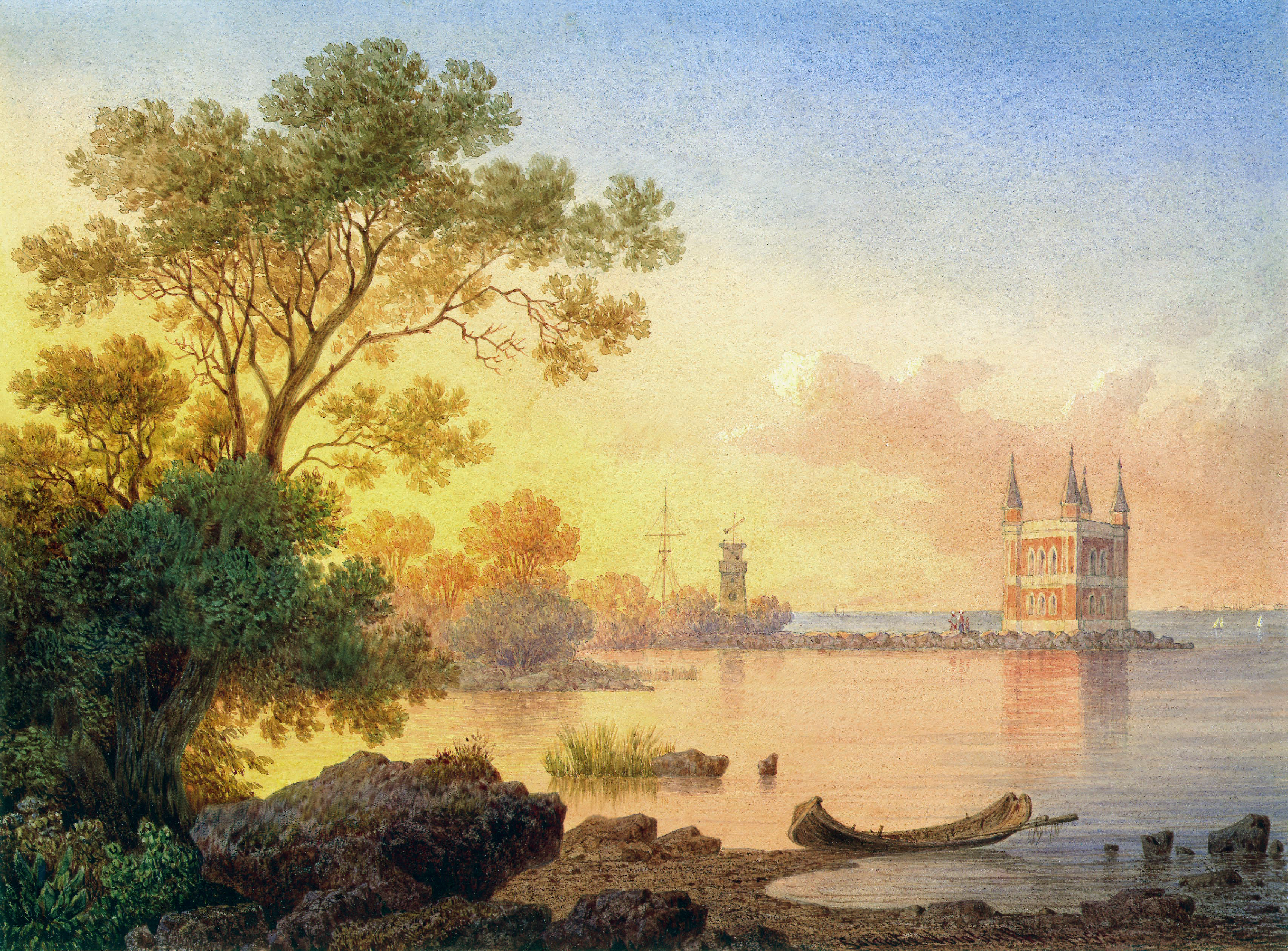
Вид Ренеллы в парке Александрия в Петергофе.

Сын известного живописца М. Н. Воробьёва. Первые уроки получил у отца и очень скоро проявил художественный талант, особенно в акварелях. В 1833 году поступил в Императорскую Академию художеств в класс ландшафтной и перспективной живописи, где учился под руководством отца. В 1836 году удостоен малой и большой серебряных медалей, в 1837 — малой золотой медали, в 1838 году — большой золотой медали за картину «Вид мызы Фалль графа А. Х. Бенкендорфа близ Ревеля». В 1839 году завершил обучение в академии в звании художника XIV класса.
Успешное завершение учёбы в академии давало художнику право на пенсионерскую поездку за границу, для дополнительного совершенствования.
В 1840 году Воробьёв выехал на шесть лет в Италию. Работал в Риме и Неаполе. В 1844 году находился в Палермо, причём по желанию Николая I создал альбом картин с видами Италии. В 1845 году серия графических работ Воробьева была приобретена Николаем I для императрицы Александры Федоровны.
В 1846 году вернулся в Россию, где был избран академиком без выполнения обязательной программной работы. В 1847 году снова на два года уехал в Италию для написания картин на средства, выданные Николаем I. В 1849 году вернулся в Санкт-Петербург, где участвовал в академических выставках. В 1852 году создал серию работ с видами пригородов российской столицы.
После смерти отца в 1855 году, преподавал в Императорской Академии художеств, где руководил классом пейзажной живописи, состоя исправляющим обязанности профессора. С 1858 — профессор, без исполнения обязательной программы. В числе наиболее знаменитых учеников Сократа Воробьёва: Иван Шишкин, Арсений Мещерский, Юлий Клевер, Ойген Дюкер.
В 1872 году Воробьёв из-за ухудшающегося здоровья уволился из академии и поселился в имении Турмонт, Новоалександровского уезда Ковенской губернии, где и провёл последние годы, практически отойдя от дел.

## Галерея

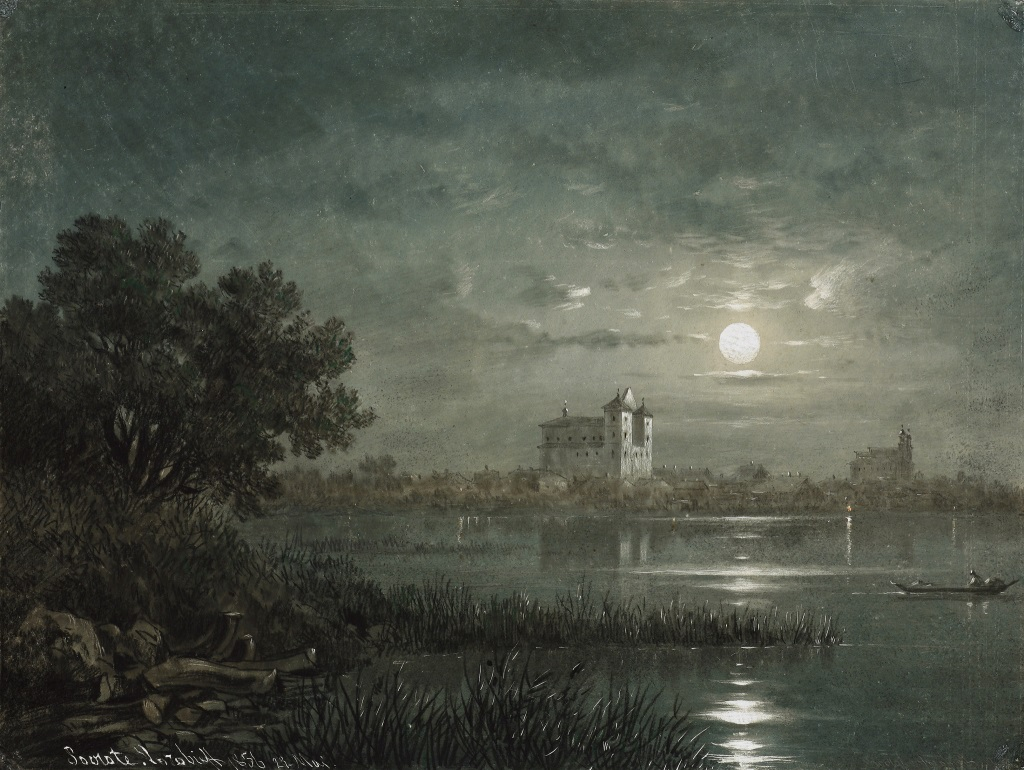
Тракайский замок, 1856, Третьяковская галерея
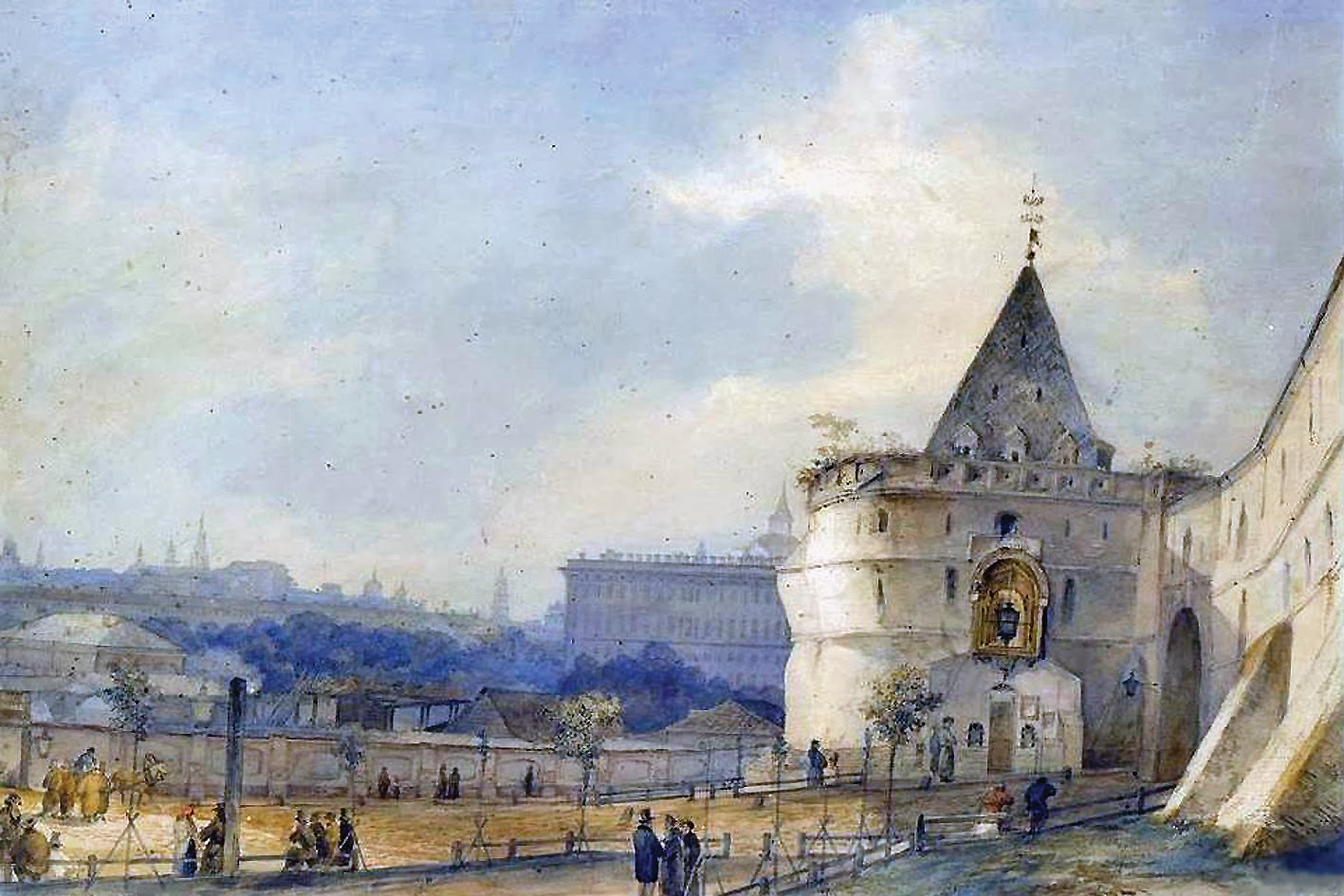
Варварские ворота Китай-города.
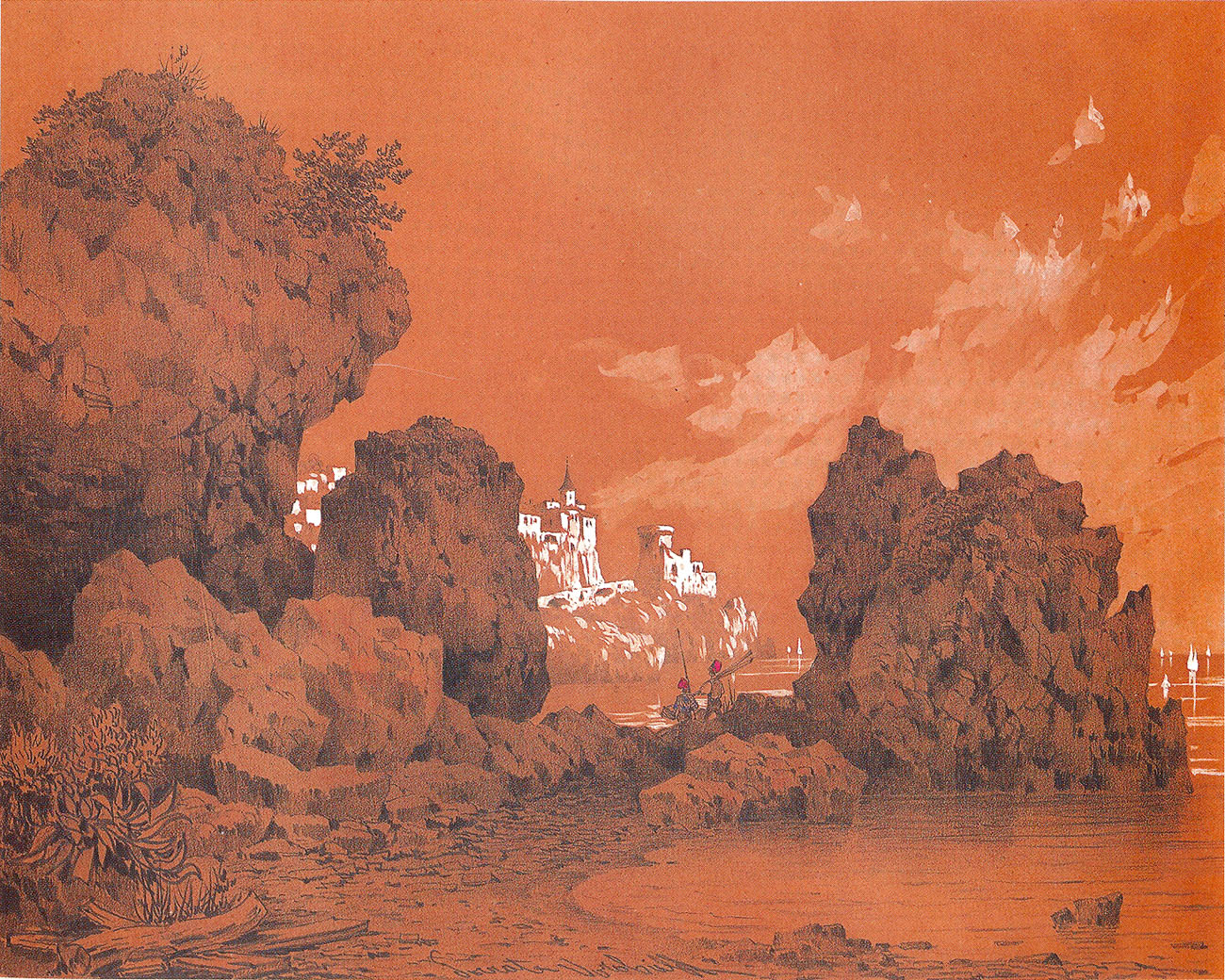
Прибрежный город (Лигурия?), частное собрание.
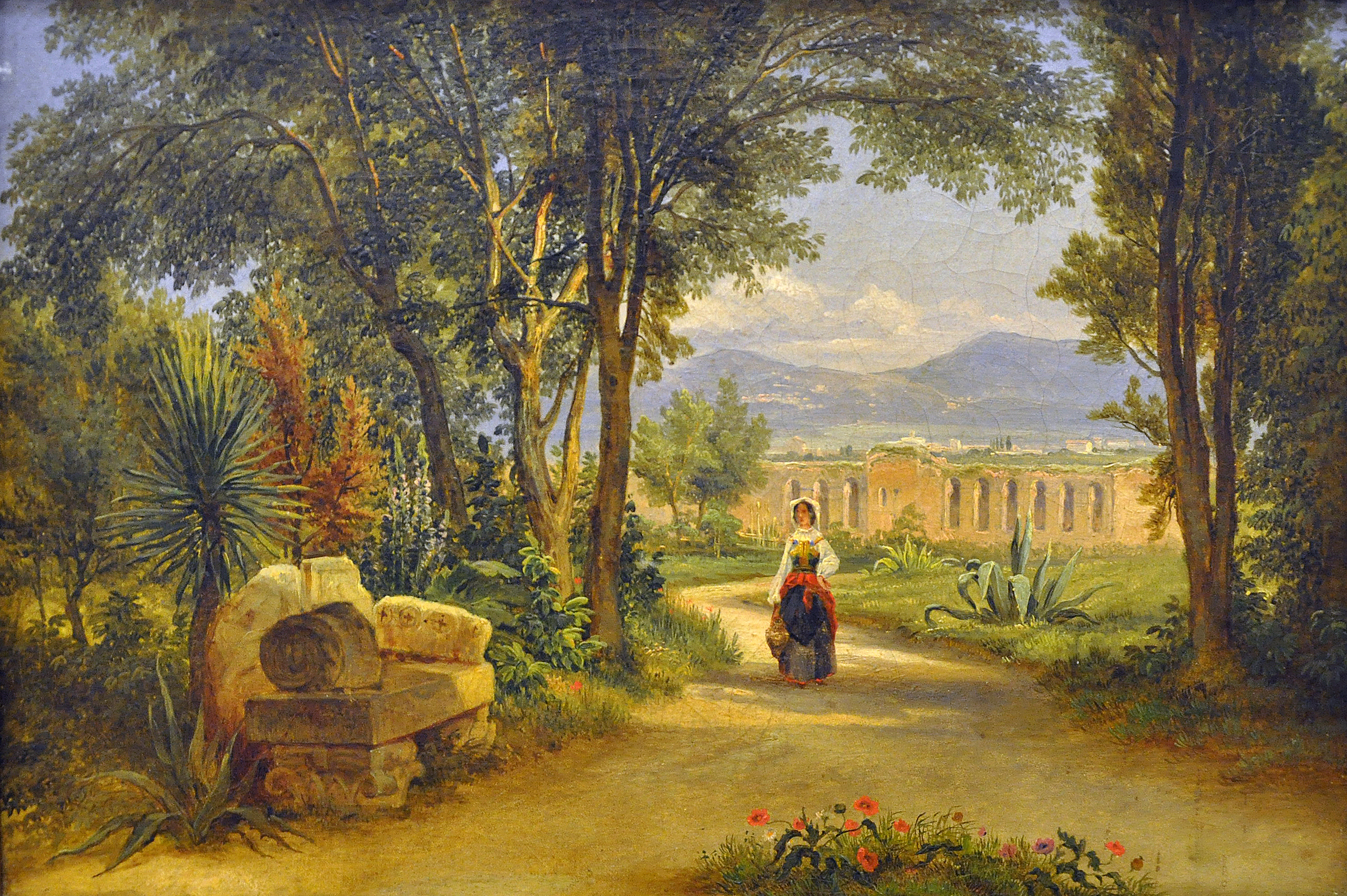
Итальянский пейзаж (1840-е)